# Dirk Schroeder
Dirk Schroeder – niemiecki brydżysta, World International Master oraz Senior Master (WBF), European Master (EBL).
Dirk Schroeder w latach 1989-1993 był członkiem Komitetu Wykonawczego EBL (EBL Executive Committee) a w roku 1992 był członkiem Komitetu Młodzieży WBF (WBF Youth Committee). Pracował również w Komitecie Wykonawczym Niemieckiego Związku Brydżowego.
Dirk Schroeder ma uprawnienia sędziowskie uzyskane na kursie EBL w roku 1982. W latach 1986–1994 wielokrotnie był członkiem lub przewodniczącym Komisji Odwoławczych europejskich zawodów młodzieżowych.
Dirk Schroeder w roku 2010 został odznaczony brązowym medalem EBL.

## Wyniki brydżowe

### Olimpiady
Na olimpiadach uzyskał następujące rezultaty:
| Olimpiady brydżowe. Zawody teamów | Olimpiady brydżowe. Zawody teamów | Olimpiady brydżowe. Zawody teamów | Olimpiady brydżowe. Zawody teamów | Olimpiady brydżowe. Zawody teamów | Olimpiady brydżowe. Zawody teamów |
| Rok                               | Miejsce                           | Zawody                            | Kategoria                         | Drużyna                           | Pozycja                           |
| --------------------------------- | --------------------------------- | --------------------------------- | --------------------------------- | --------------------------------- | --------------------------------- |
| 2008                              | Pekin                             | 1. Olimpiada Sportów Umysłowych   | Seniorzy                          | Germany                           | 9                                 |
| 2004                              | Stambuł                           | 12. Olimpiada Teamów              | Seniorzy                          | Germany                           | 3                                 |
| 2000                              | Maastricht                        | 11. Olimpiada Brydżowa            | Open                              | Germany                           | 21                                |
| 1980                              | Valkenburg                        | 6 Olimpiada Teamów                | Open                              | Germany                           | 9                                 |
| 1976                              | Monte Carlo                       | 5 Olimpiada Teamów                | Open                              | Germany                           | 11                                |
| 1972                              | Miami Beach                       | 4 Olimpiada Brydżowa              | Open                              | Germany                           | 21                                |

### Zawody światowe
W światowych zawodach zdobył następujące lokaty:
| Mistrzostwa Świata. Konkurencja teamów | Mistrzostwa Świata. Konkurencja teamów | Mistrzostwa Świata. Konkurencja teamów | Mistrzostwa Świata. Konkurencja teamów | Mistrzostwa Świata. Konkurencja teamów | Mistrzostwa Świata. Konkurencja teamów |
| Rok                                    | Miejsce                                | Zawody                                 | Kategoria                              | Drużyna                                | Pozycja                                |
| -------------------------------------- | -------------------------------------- | -------------------------------------- | -------------------------------------- | -------------------------------------- | -------------------------------------- |
| 2005                                   | Estoril                                | 37. Mistrzostwa Świata Teamów          | Trans                                  | Germany                                | 96                                     |
| 2005                                   | Estoril                                | 37. Mistrzostwa Świata Teamów          | Seniorzy                               | Germany                                | 13                                     |
| 2002                                   | Montreal                               | 11 Mistrzostwa Świata                  | Open                                   | Wenning                                | 129                                    |
| 1986                                   | Miami Beach                            | 7 Mistrzostwa Świata                   | Open                                   | Schroeder                              | 12                                     |
| 1982                                   | Biarritz                               | 6 Mistrzostwa Świata                   | Open                                   | Zu Waldeck                             | 45                                     |
| 1978                                   | Nowy Orlean                            | 5 Mistrzostwa Świata                   | Open                                   | Mattsson                               | 10                                     |

| Mistrzostwa Świata. Konkurencja par | Mistrzostwa Świata. Konkurencja par | Mistrzostwa Świata. Konkurencja par | Mistrzostwa Świata. Konkurencja par | Mistrzostwa Świata. Konkurencja par | Mistrzostwa Świata. Konkurencja par |
| Rok                                 | Miejsce                             | Zawody                              | Kategoria                           | Partner                             | Pozycja                             |
| ----------------------------------- | ----------------------------------- | ----------------------------------- | ----------------------------------- | ----------------------------------- | ----------------------------------- |
| 2002                                | Montreal                            | 11 Mistrzostwa Świata               | Open                                | George Cohner                       | 290                                 |

### Zawody europejskie
W europejskich zawodach zdobył następujące lokaty:
| Zawody europejskie. Konkurencja teamów | Zawody europejskie. Konkurencja teamów | Zawody europejskie. Konkurencja teamów | Zawody europejskie. Konkurencja teamów | Zawody europejskie. Konkurencja teamów | Zawody europejskie. Konkurencja teamów |
| Rok                                    | Miejsce                                | Zawody                                 | Kategoria                              | Drużyna                                | Pozycja                                |
| -------------------------------------- | -------------------------------------- | -------------------------------------- | -------------------------------------- | -------------------------------------- | -------------------------------------- |
| 2012                                   | Ejlat                                  | 11. Puchar Europy                      | Open                                   | Burghausen 1                           | 11                                     |
| 2004                                   | Malmö                                  | 47. Mistrzostwa Europy Teamów          | Seniorzy                               | Germany                                | 4                                      |
| 2003                                   | Mentona                                | 1 Otwarte Mistrzostwa Europy           | Seniorzy                               | Humburg                                | 17                                     |
| 2002                                   | Salsomaggiore                          | 46 Mistrzostwa Europy Teamów           | Seniorzy                               | Germany                                | 12                                     |
| 2001                                   | Teneryfa                               | 45 Mistrzostwa Europy Teamów           | Seniorzy                               | Germany 1                              | 11                                     |
| 1985                                   | Salsomaggiore                          | 37 Mistrzostwa Europy Teamów           | Open                                   | Germany                                | 11                                     |
| 1983                                   | Wiesbaden                              | 36 Mistrzostwa Europy Teamów           | Open                                   | Germany                                | 6                                      |
| 1981                                   | Birmingham                             | 35 Mistrzostwa Europy Teamów           | Open                                   | Germany                                | 6                                      |
| 1979                                   | Lozanna                                | 34 Mistrzostwa Europy Teamów           | Open                                   | Germany                                | 15                                     |

| Zawody europejskie. Konkurencja par | Zawody europejskie. Konkurencja par | Zawody europejskie. Konkurencja par | Zawody europejskie. Konkurencja par | Zawody europejskie. Konkurencja par | Zawody europejskie. Konkurencja par |
| Rok                                 | Miejsce                             | Zawody                              | Kategoria                           | Partner                             | Pozycja                             |
| ----------------------------------- | ----------------------------------- | ----------------------------------- | ----------------------------------- | ----------------------------------- | ----------------------------------- |
| 2003                                | Mentona                             | 1 Otwarte Mistrzostwa Europy        | Seniorzy                            | Neklan Chmelik                      | 28                                  |
| 1998                                | Akwizgran                           | 5. Mistrzostwa Europy Mikstów       | Mikst                               | Ellen Schroeder                     | 51                                  |

## Klasyfikacja
- Dirk Schroeder – klasyfikacja WBF (ang.)
- Dirk Schroeder – klasyfikacja EBL (ang.)